# Хелі-скі

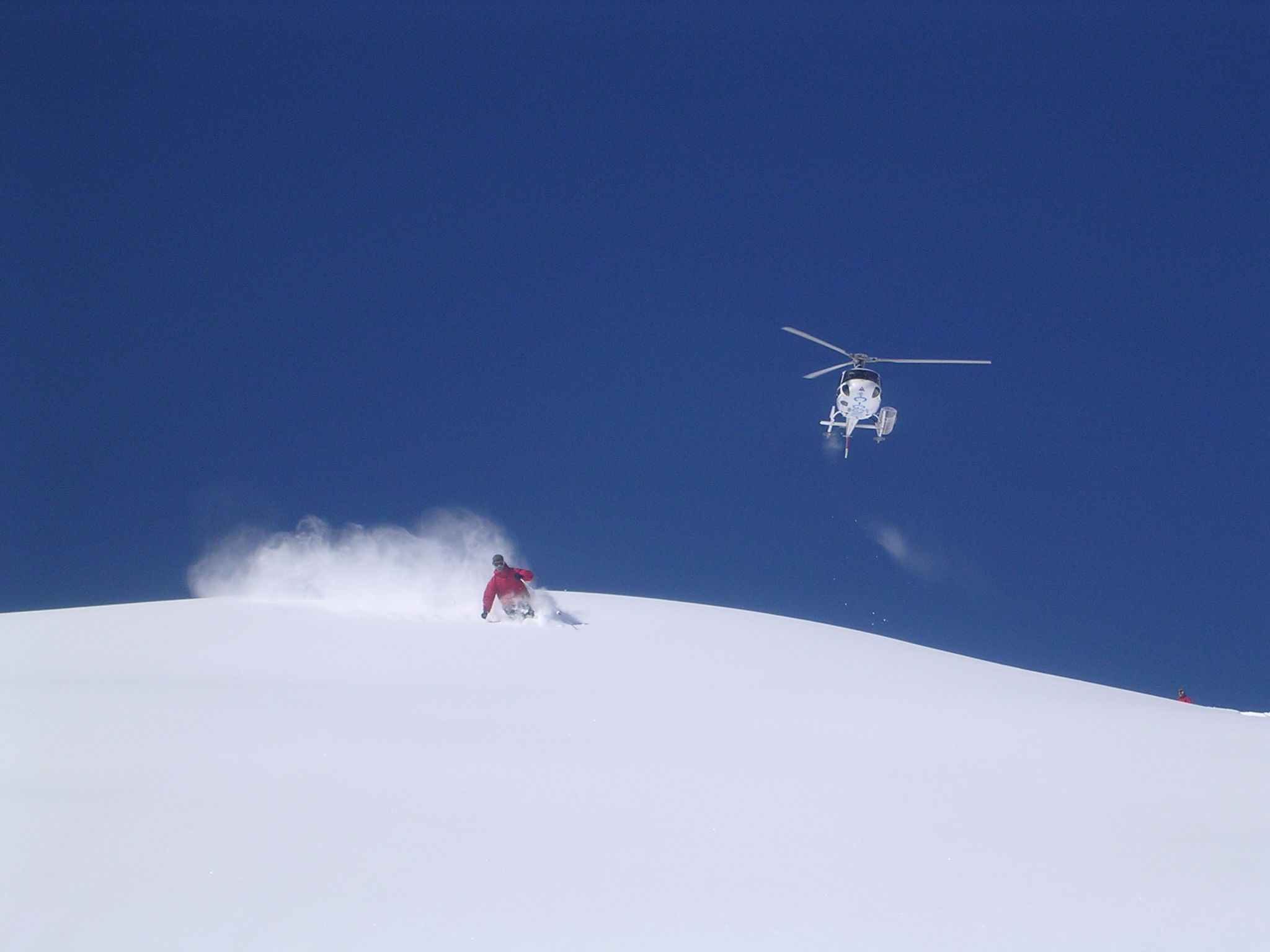
Хелі-скі в Канаді

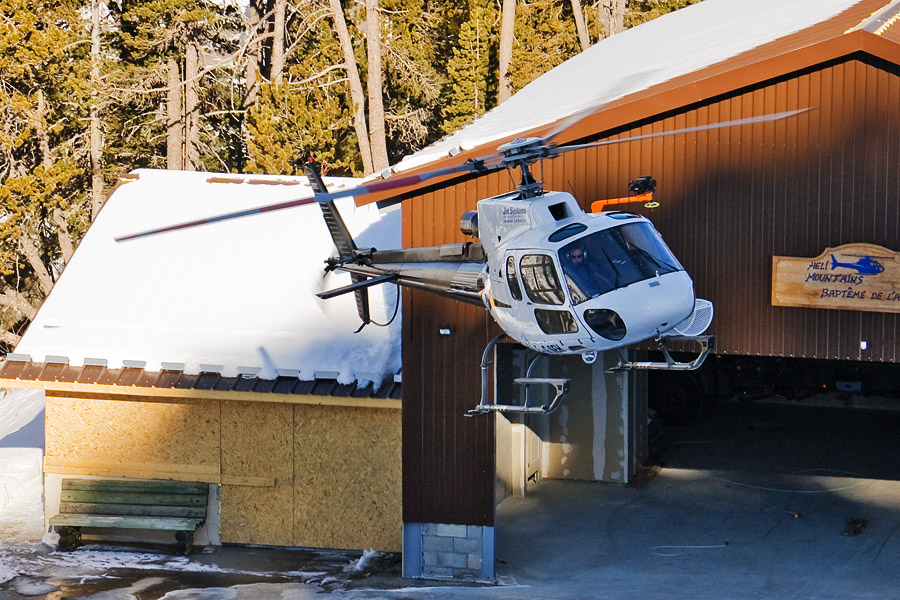
Хелі-скі в Лез Арк, Французькі Альпи

Хелі-скі (англ. heliskiing) — різновид гірськолижного спорту, фрірайду, сутність якого полягає в спуску по незайманих снігових схилах, далеко від підготовлених трас з підйомом до початку спуску на вертольоті.
Використання вертольота для підйому дозволяють знаходити різні варіанти спусків з гір в умовах первозданної природи, де відсутній антропогенний вплив, куди іншим способом швидко піднятися немає можливості.

## Організація хелі-скі
Хелі-скі, як гірськолижний різновид, набирає популярності з 1960-х років.
В залежності від типу вертольоту, його вантажопідйомності, в групі лижників може бути декілька чоловік. Групу, як правило, супроводжує гід, який добре знається на особливостях спуску по різних типах схилів. Для заняття хелі-скі лижники мають добре володіти технікою спуску по цілині на схилах різної крутизни.
Для забезпечення безпеки кожен лижник повинен мати лавинний датчик, лавинний зонд, лопату та інше необхідне обладнання для швидкого пошуку людей в лавині, оскільки існує велика ймовірність попадання в лавину.

## Райони для занять хелі-скі
Наразі найпопулярнішими гірськими районами, де займаються хелі-скі, є: Канада, Аляска (США), Ісландія, Гренландія, Нова Зеландія, Гімалаї, гірські райони на півночі Європи в Норвегії, Фінляндії,Швеції, деякі райони Альп в Швейцарії та Франції, Чилійські Анди, Кавказ (в районі Красної Поляни, Ельбруса, Архиза), Камчатка.